# Silo (roi des Asturies)
Pour les articles homonymes, voir Silo.
Silo des Asturies, mort en 783 à Pravia, est roi des Asturies de 774 à 783.

## Biographie

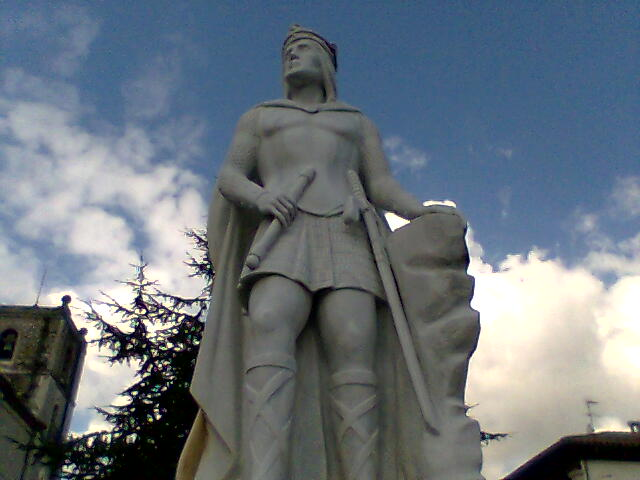
Statue du roi Silo à Pravia, Principauté des Asturies (Espagne).

Il est issu d'une famille aristocratique de Pravia, où il possède des terres.
Il épouse Audesinde, fille du roi Alphonse Ier le Catholique, descendante directe de Pélage. Cela permet à Silo d’être élu pour succéder à Aurelio, cousin d'Audesinde, le rôle des femmes étant important à l'époque, permettant la succession matrilinéaire[réf. nécessaire], de beau-père à gendre.
Le document écrit le plus ancien que l’on connaisse date du 23 août 775 : c'est un diplôme par lequel Silo fait don à des religieuses de propriétés situées dans un lieu appelé Lucis.
Silo établit sa cour à Pravia. Ce choix est stratégique, Pravia étant plus proche de la voie romaine Asturica Augusta que l’ancienne capitale Cangas de Onis, désormais trop excentrée depuis l’élargissement du royaume à la Galice.
Durant le règne de Silo se produit la seconde rébellion des Galiciens, qu’il soumet lors de la bataille du Mont-Cubeiro près de Castroverde (province de Lugo).
La paix avec les Arabes aurait été maintenue grâce à l’influence de sa mère, d'origine maure.
Silo meurt à Pravia en 783. En l'absence de descendance, la succession paraît devoir revenir au fils de Fruela Ier et neveu d'Audesinde, Alphonse (futur Alphonse II des Asturies), qui est proclamé roi à la mort de Silo. Mais une révolte permet à son oncle Mauregat, fils naturel d’Alphonse Ier, d’accéder au trône.
Audesinde, désormais sans appui à la cour, termine ses jours au couvent de Saint-Jean de Pravia.
Silo et Audesinde sont tous les deux enterrés dans l’église préromane de Santianes de Pravia.

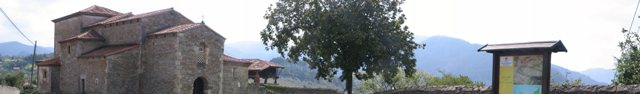
Église préromane de Santianes de Pravia.

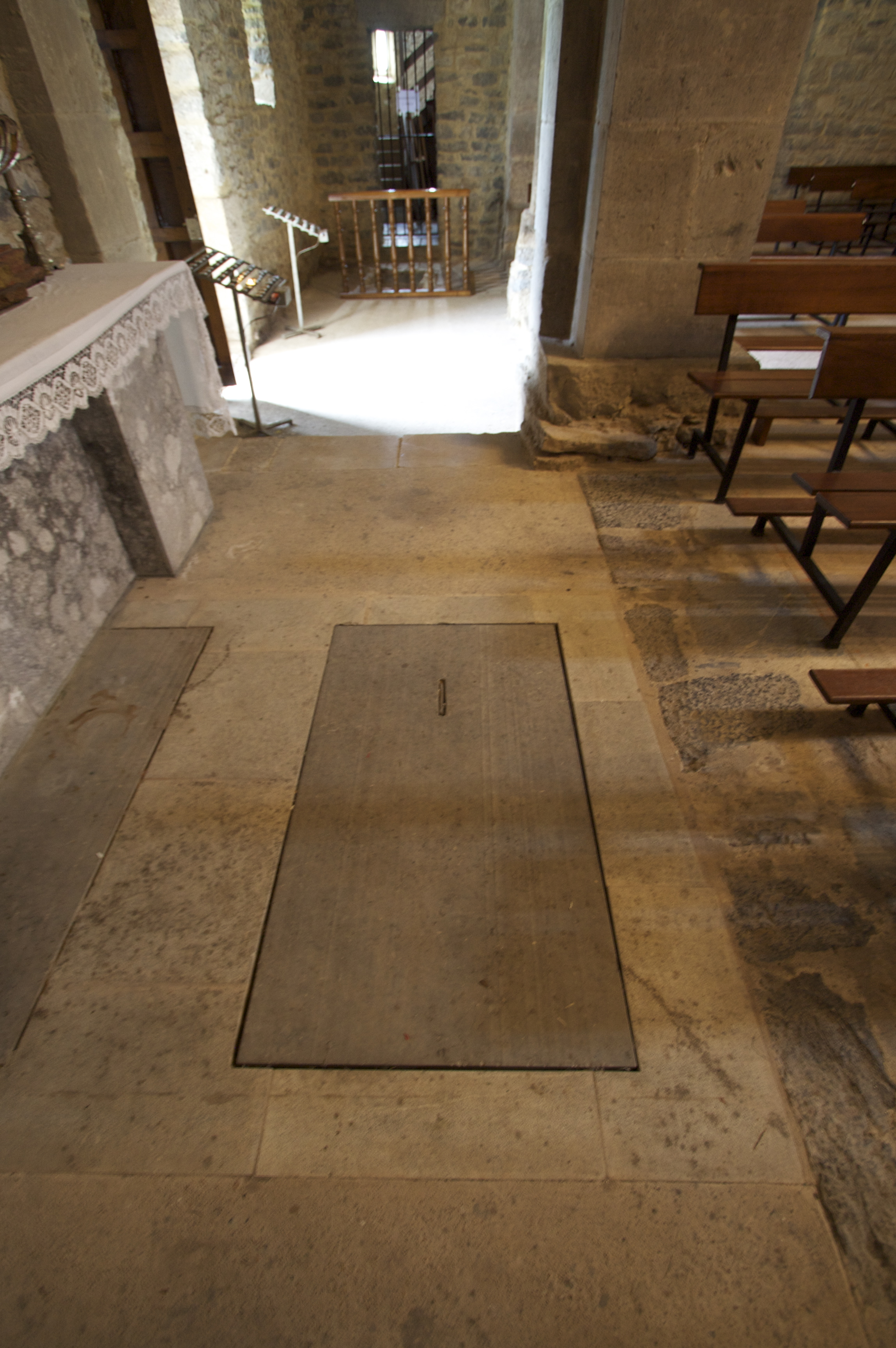
Vue de la sépulture de Silo des Asturies.

## Sources primaires
- Chronique d'Alphonse III dite ad Sebastianum (Remacle.org).